# Denemarken op de Olympische Jeugdwinterspelen 2012
Denemarken was een van de landen die deelnam aan de Olympische Jeugdwinterspelen 2012 in Innsbruck, Oostenrijk.

## Deelnemers en resultaten
(m) = mannen, (v) = vrouwen 

### Alpineskiën
| Olympiër             | Onderdeel           | Resultaat | Prestatie                           |
| -------------------- | ------------------- | --------- | ----------------------------------- |
| Frederik Munck Bigom | super g (m)         | -         | - (DNF)                             |
| Frederik Munck Bigom | supercombinatie (m) | 27e       | 1.52,28 (+11,83) (1.08,69, 43,59)   |
| Frederik Munck Bigom | reuzenslalom (m)    | 27e       | 2.01,94 (+10,24) (1.03,07, 58,87)   |
| Frederik Munck Bigom | slalom (m)          | -         | - (-) (47,45, DNF)                  |
|                      |                     |           |                                     |
| Julie Faarup         | super g (v)         | -         | DNF (-)                             |
| Julie Faarup         | supercombinatie (v) | 26e       | 2.01,43 (+20,61) (1.13,34, 48,11)   |
| Julie Faarup         | reuzenslalom (v)    | 37e       | 2.18,97 (+22,84) (1.09,41, 1.09,56) |
| Julie Faarup         | slalom (v)          | 25e       | 1.42,34 (+22,58) (53,20, 49,14)     |

### Langlaufen
| Olympiër              | Onderdeel          | Resultaat | Prestatie         |
| --------------------- | ------------------ | --------- | ----------------- |
| Eirik Stonor          | 10 km klassiek (m) | DNS       | -                 |
| Eirik Stonor          | sprint (m)         | 44e       | kwalificatie      |
|                       |                    |           |                   |
| Carlsen Caroline Ryge | 5 km klassiek (v)  | 37e       | 20.04,8 (+5.46,8) |
| Carlsen Caroline Ryge | sprint (v)         | 39e       | kwalificatie      |

### Schaatsen
| Olympiër           | Onderdeel      | Resultaat | Prestatie         |
| ------------------ | -------------- | --------- | ----------------- |
| Philip Due Schmidt | 3000 m (m)     | 14e       | 4.39,71 (+ 36,49) |
| Philip Due Schmidt | massastart (m) | 17e       | 7.29,75 (+ 19,52) |